# Josef Albo
Josef Albo (ur. 1380, zm. 1444) – żydowski uczony urodzony w Hiszpanii. Jego najważniejszym dziełem jest sefer ha-ikkarim, które jest próbą usystematyzowania myśli żydowskiej. Był przeciwnikiem dogmatyzmu w religii, z czego później korzystał Mojżesz Mendelssohn. Pryncypia wiary żydowskiej ograniczył do trzech: do wiary w Boga, w objawienie i w Boską sprawiedliwość. Był z jednym z uczestników dysputy między Żydami a chrześcijanami w Tortosie.